# غريتشين فيليبس
غريتشين فيليبس (بالإنجليزية: Gretchen Phillips)‏ هي مغنية مؤلفة ومغنية وموسيقية أمريكية، ولدت في 1963 في غالفستون في الولايات المتحدة.

## وصلات خارجية
- غريتشين فيليبس على موقع ميوزك برينز (الإنجليزية)
- غريتشين فيليبس على موقع أول ميوزيك (الإنجليزية)
- غريتشين فيليبس على موقع ديسكوغز (الإنجليزية)